# El comienzo del verano
El comienzo del verano o Principios de verano (麦秋 Bakushū?) es una película 1951 de Yasujirō Ozu. Al igual que la mayoría de las películas de posguerra de Ozu, la película Principios de verano aborda muchos temas, desde problemas de comunicación entre generaciones hasta el creciente papel de las mujeres en el Japón de posguerra. La protagonista principal, Noriko, vive contenta en una familia extensa que incluye a sus padres y a la familia de su hermano, pero la visita de un tío incita a la familia a encontrarle un marido.

## Sinopsis
Noriko (Setsuko Hara), una secretaria en Tokio, vive en la familia Mamiya asentada en Kamakura, Kanagawa, que incluye a sus padres Shūkichi y Shige (Ichirō Sugai y Chieko Higashiyama), su hermano mayor Kōichi (Chishū Ryū), un médico, su esposa Fumiko (Kuniko Miyake), y sus dos hijos menores Minoru (Zen Murase) e Isamu (Isao Shirosawa).
Un anciano tío (Kokuten Kōdō) llega de las provincias para visitar Tokio, y recuerda a todos que Noriko, que tiene 28 años, está en una edad en la que debería casarse. En el trabajo, el jefe de Noriko, Satake (Shūji Sano), recomienda un partido para ella con un amigo de cuarenta años, el Sr. Manabe, que es un hombre de negocios y un ávido golfista. Sus otros amigos se dividen en dos grupos -los casados y los solteros- que se burlan mutuamente sin fin, con Aya Tamura (Chikage Awashima), su aliado cercano en el grupo de solteros.
La familia Mamiya aplica suavemente presión sobre Noriko para aceptar el partido propuesto por Satake, principalmente a través de su aceptación de la suposición cultural de que es hora de que ella se case, y que el partido propuesto es bueno para una mujer de su edad.
El amigo de niñez Kenkichi Yabe (Hiroshi Nihonyanagi), un médico y viudo, es padre de una hija joven. Yabe se las arregla para tomar té y pasteles con Noriko y le da una gavilla de trigo. La gavilla es un regalo de un hermano que murió durante la Segunda Guerra Mundial y le pidió a Yabe que lo entregara a Noriko en caso de que no regresara. Más tarde, Yabe es enviado a Akita, en el norte de Honshu. Akita es considerada tan rural que Noriko y Aya se burlan del acento de la zona. Pero cuando la madre de Yabe, Tami (Haruko Sugimura) impulsivamente le pide a Noriko que se case con Kenkichi y los siga en su reinstalación hacia el norte, Noriko está de acuerdo. Cuando Noriko revela su decisión a su familia, los Mamiyas son silenciosamente devastados. Le sugieren que el partido es pobre. Cuando Noriko persiste, la familia se ve obligada a vivir con su decepción.
La familia gradualmente acepta la elección de Noriko con resignación tranquila y antes de que Noriko se mude, la familia toma una fotografía juntos. Los padres de Noriko consuelan que Noriko y Kenkichi regresarán a Tokio dentro de unos años, y la familia se reunirá. Mientras tanto, los padres se trasladarán a una región rural para quedarse con el anciano tío de Noriko. En la escena final de la película una novia pasa por el camino del país en su traje tradicional y los padres de Noriko reflexionan sobre la naturaleza impermanente de la vida. El metraje final es de una maduración del campo de la cebada, que se refiere al título de la película, Principios de verano. El nombre japonés de la película significa de hecho, el tiempo de cosecha de cebada.

## Reparto
| Actor              | Personaje     |
| ------------------ | ------------- |
| Setsuko Hara       | Noriko        |
| Chishū Ryū         | Kōichi        |
| Chikage Awashima   | Aya Tamura    |
| Kuniko Miyake      | Fumiko        |
| Ichirō Sugai       | Shūkichi      |
| Chieko Higashiyama | Shige Mamiya  |
| Haruko Sugimura    | Tami Yabe     |
| Seiji Miyaguchi    | Nishiwaki     |
| Shūji Sano         | Sotaro Satake |